# Trump v. Estados Unidos
Donald J. Trump v. United States of America (em português Donald J. Trump v. United States of America) (processo nº 22-81294-CIV-CANNON) foi uma ação judicial apresentada em 22 de agosto de 2022 pelo ex-presidente dos Estados Unidos, Donald Trump, no Distrito Sul da Flórida. Ele buscava a nomeação de um mestre especial para revisar os materiais apreendidos em 8 de agosto de 2022, durante a busca do FBI em Mar-a-Lago, como parte da investigação sobre o tratamento de documentos governamentais por Donald Trump.
Trump solicitou que o mestre especial revisasse os materiais apreendidos, alguns dos quais eram classificados, em busca de possíveis privilégios de cliente-advogado ou executivo. O caso foi atribuído à Juíza Distrital Aileen Cannon, nomeada por Trump. Em 1º de setembro, Cannon ordenou ao Departamento de Justiça dos Estados Unidos (DOJ) que divulgasse a lista detalhada de propriedades previamente selada dos materiais apreendidos. Ela ordenou que o DOJ interrompesse sua revisão de todos os materiais em 5 de setembro e nomeou Raymond J. Dearie, juiz sênior do Tribunal Distrital dos EUA para o Distrito Leste de Nova York, como mestre especial em 15 de setembro.
Em 16 de setembro, o DOJ apelou da decisão para o 11º Tribunal de Apelações do Circuito. Em 22 de setembro, o tribunal de apelações concedeu o pedido do DOJ para restaurar o acesso dos investigadores aos arquivos classificados que haviam sido apreendidos durante a busca em Mar-a-Lago e impedir que o mestre especial tivesse acesso a eles.
Em 1º de dezembro, o tribunal de apelações encerrou completamente a revisão do mestre especial, permitiu que o governo utilizasse todos os documentos em sua investigação e ordenou que o tribunal inferior encerrasse o processo movido por Trump. O tribunal decidiu que Cannon não tinha jurisdição equitativa para nomear um mestre especial, que a decisão de Cannon não atendia ao rigoroso padrão para o poder judiciário intervir em investigações em curso pelo poder executivo e que o tribunal não faria uma exceção especial para ex-presidentes. Trump não apelou para a Suprema Corte dos EUA, e Cannon encerrou o caso em 12 de dezembro de 2022, por falta de jurisdição.

## Antecedentes
Após o término da presidência de Trump, os Arquivos Nacionais e Administração de Documentos (NARA, na sigla em inglês) tomou conhecimento de que Trump havia levado documentos do governo, incluindo documentos classificados, para sua residência em Mar-a-Lago. Em 2022, a NARA notificou o Federal Bureau of Investigation (FBI). Sua investigação resultou na execução de um mandado de busca pelo FBI em Mar-a-Lago em 8 de agosto de 2022. Eles vasculharam o escritório, a residência de Trump e uma área de armazenamento, e apreenderam 13.000 documentos do governo, alguns deles com informações de classificação "Top Secret" / compartimentadas sensíveis (TS/SCI), "Top Secret", ''Secret'' e confidencial.

## Petição de Trump para nomeação de mestre especial
Em 22 de agosto de 2022, Trump apresentou uma petição no Distrito Sul da Flórida buscando a nomeação de um mestre especial para revisar todo o material apreendido em 8 de agosto e determinar se algum deveria ser devolvido a ele. O caso foi atribuído à Juíza Distrital Aileen Cannon, uma indicada por Trump. Nos documentos do tribunal, Trump não sugeriu que tivesse qualquer "ordem permanente" para desclassificar materiais, uma defesa que ele havia proposto inicialmente. Trump também sugeriu que a Lei de Registros Presidenciais não é passível de aplicação criminal.
Alguns dias depois, Cannon disse estar inclinada a aprovar o pedido de Trump. Especialistas legais acreditavam que a demanda de Trump por um mestre especial foi um erro estratégico, de acordo com o The New York Times.
Em uma petição subsequente, o Departamento de Justiça relatou que a revisão dos materiais apreendidos pelo governo já havia sido concluída. Explicou que a equipe de filtragem do FBI havia terminado a análise dos documentos; "identificado um conjunto limitado de materiais que potencialmente contêm informações privilegiadas entre advogado e cliente"; e estavam seguindo os procedimentos relevantes para lidar com disputas de privilégio. Investigadores criminais não teriam permissão para acessar ou revisar tais documentos privilegiados. A conclusão da revisão dos documentos pelo governo foi vista como enfraquecendo os esforços de Trump para nomear um mestre especial para revisar os materiais recuperados dele.
O DOJ também confirmou que eles e a comunidade de inteligência dos EUA estavam conduzindo uma revisão de classificação e avaliação de danos. Eles estavam conduzindo uma revisão contínua dos registros classificados retirados de Mar-a-Lago desde meados de maio para determinar seu nível de classificação e mitigar qualquer risco imediato dos documentos serem mantidos lá. A petição também revelou que alguns dos materiais recuperados eram de natureza tão sensível que "pessoal de contra-inteligência do FBI e advogados do DOJ que conduziam a revisão precisavam de autorizações adicionais antes de serem autorizados a revisar certos documentos".

### Resposta do Departamento de Justiça
Em 30 de agosto, o Departamento de Justiça apresentou sua resposta juntamente com uma linha do tempo detalhada dos eventos que levaram à busca. De acordo com o The New York Times, o documento de 36 páginas "deixou claro que os promotores estão agora indubitavelmente focados na possibilidade de que o Sr. Trump e aqueles ao seu redor tenham tomado medidas criminosas para obstruir sua investigação".
O DOJ declarou que, quando estavam presentes na sala de armazenamento em Mar-a-Lago durante a entrega em 3 de junho de documentos classificados, eles "desenvolveram evidências de que registros governamentais provavelmente foram ocultados e removidos da Sala de Armazenamento e que esforços provavelmente foram tomados para obstruir a investigação do governo". O DOJ afirmou que o conselheiro de Trump ou o responsável nunca afirmou que Trump desclassificou os documentos ou reivindicou privilégio executivo sobre eles, mas sim "manuseou-os de uma maneira que sugeria que o conselho acreditava que os documentos eram classificados: a produção incluía um único envelope Redweld, envolto em duas camadas de fita, contendo o documento". O DOJ alegou que os advogados de Trump "proibiram explicitamente o pessoal do governo de abrir ou olhar dentro de qualquer uma das caixas que permaneceram na sala de armazenamento" para confirmar se documentos classificados ainda estavam lá. Embora os advogados de Trump tenham certificado que haviam realizado uma "busca diligente" após a intimação de 11 de maio para preparar a entrega de todo o material intimado em 3 de junho, o DOJ disse que a busca do FBI em 8 de agosto "lançou sérias dúvidas" sobre essas alegações.
O DOJ declarou que Trump não tinha jurisdição sobre registros presidenciais, uma vez que são considerados propriedade do governo de acordo com a Lei de Registros Presidenciais. Eles instaram o juiz a rejeitar as alegações de privilégio executivo de Trump: "O ex-presidente não cita nenhum caso - e o governo não tem conhecimento de nenhum - em que o privilégio executivo tenha sido invocado com sucesso para proibir o compartilhamento de documentos dentro do Poder Executivo." O DOJ argumentou que nomear um mestre especial era "desnecessário" e impediria a investigação criminal em andamento e atrasaria a revisão de classificação da comunidade de inteligência.
O DOJ anexou uma foto de um conjunto de documentos classificados dispostos no chão como evidência. Múltiplas capas vermelhas e amarelas continham marcações classificadas de "Top Secret", "Secret" e "Informação de Compartimento Sensível". Alguns eram registros da Casa Branca marcados como "Confidenciais". Outros registros estavam marcados com controles ORCON e NOFORN. Outro documento "Top Secret" continha marcações de controle HCS-P/SI/TK, indicando que incluíam detalhes de fontes humanas, vigilância eletrônica e satélites espiões.
O DOJ incluiu uma cópia de sua intimação de maio para Trump de um grande júri federal em DC, após autorização para ser tornada pública pela Juíza-Chefe Beryl Howell no Tribunal do Distrito de DC.
O DOJ também apresentou um Recibo de Propriedade mais detalhado e um resumo da busca do governo, ambos sob sigilo; em 31 de agosto, a Mídia de Notícias apresentou um pedido de oposição ao sigilo.

### Resposta de Trump
Em 31 de agosto, os advogados de Trump apresentaram uma réplica de 19 páginas. Eles alegaram que "essa 'descoberta' [de informações classificadas nos materiais recuperados em janeiro] era completamente antecipada, dada a própria natureza dos registros presidenciais", uma vez que esses registros frequentemente "contêm informações sensíveis". Eles se referiram ao local onde os documentos foram encontrados em Mar-a-Lago como um "ambiente seguro" e disseram que era "injustificado" para o governo "criminalizar" a posse de documentos classificados pelo ex-presidente. Dado o argumento de que não é crime para Trump manter material classificado em sua residência pessoal, eles disseram que, se a NARA acreditasse que suas negociações de janeiro de 2022 não tivessem tido sucesso na recuperação de todo o material, a NARA deveria ter pedido novamente a cooperação de Trump em vez de encaminhar o assunto ao Departamento de Justiça. Os advogados de Trump caracterizaram os meses em que resistiram aos esforços do governo para recuperar seus registros presidenciais como o "padrão de concessões entre ex-presidentes e (os Arquivos Nacionais e Administração de Documentos) em relação ao conteúdo das bibliotecas presidenciais".
Eles também disseram que, caso o pedido de Trump para um mestre especial seja concedido, ele "concorda que seria apropriado para o mestre especial possuir uma autorização de segurança Top Secret/SCI". Eles rejeitaram a alegação do DOJ de que haviam eliminado quaisquer registros protegidos por privilégio advogado-cliente, argumentando que sua equipe de filtragem tinha "discrição praticamente irrestrita" para lidar com potenciais disputas de privilégio. Os advogados de Trump solicitaram cópias dos materiais apreendidos, do mandado de busca e cópias não censuradas dos materiais de solicitação subjacentes.

## Audiência em 1º de setembro de 2022
O DOJ argumentou que o FBI já havia revisado 520 páginas de 64 conjuntos de documentos em busca de material privilegiado e que Trump não tinha o direito de mantê-los ou exercer o privilégio executivo sobre eles, uma afirmação que Cannon contestou. Os advogados de Trump argumentaram que o governo havia interpretado erroneamente o papel da Lei de Registros Presidenciais. Eles também afirmaram que Trump, enquanto presidente, tinha permissão para designar registros como "pessoais" fora da revisão de um tribunal. Eles compararam o conflito sobre os documentos com um "cenário de livro de biblioteca atrasado".
Cannon ordenou que o DOJ divulgasse a lista detalhada de propriedades que eles haviam apresentado anteriormente sob sigilo. Nem o DOJ nem a equipe de Trump se opuseram a torná-la pública.

### Divulgação da lista detalhada de propriedades
A lista detalhada de propriedades foi desvelada em 2 de setembro. A lista mostrou que Trump tinha misturado itens classificados com outros itens, como documentos e fotografias sem marcações de classificação, recortes de jornais, presentes não especificados, peças de roupa e um livro. Uma caixa encontrada no escritório de Trump está listada como contendo "43 pastas vazias com faixas classificadas; 28 pastas vazias rotuladas 'Retornar ao Secretário de Pessoal / Ajudante Militar'; 24 documentos do governo marcados como confidenciais, secretos ou top secret; 99 artigos de notícias e outras mídias impressas; e 69 documentos do governo ou fotos que não eram classificados."

## Decisão da juíza do distrito e reversão da corte de apelações

### Juíza Cannon interrompe investigação criminal e ordena a nomeação de um mestre especial
Em uma decisão em 5 de setembro, Cannon ordenou que o DOJ interrompesse sua revisão dos materiais, permitindo que a comunidade de inteligência continuasse sua avaliação do dano potencial causado à segurança nacional. Ela anunciou que atenderia ao pedido de Trump de um mestre especial para revisar os documentos apreendidos quanto a privilégio advogado-cliente e executivo, e ordenou que o DOJ e Trump apresentassem uma lista conjunta de candidatos "com as autorizações de segurança e experiência jurídica necessárias" até 9 de setembro.
Entre outras razões para a nomeação de um mestre especial, ela citou um "interesse em garantir a integridade de um processo ordenado em meio a alegações de viés e vazamentos de mídia" e a natureza histórica do caso, e que a Suprema Corte "não excluiu a possibilidade de um ex-Presidente prevalecer sobre um Presidente em exercício em questões de privilégio executivo." Cannon observou que a equipe de filtragem havia eliminado documentos médicos, correspondências sobre impostos e informações contábeis entre "[e]feitos pessoais sem valor probatório", bem como 500 páginas de material potencialmente sujeito a privilégio advogado-cliente. Ela criticou que, em dois casos, a equipe de investigação "havia tido acesso a" materiais potencialmente privilegiados que então foram entregues à equipe de filtragem.

#### Reações de especialistas
Especialistas jurídicos classificaram a ordem de Cannon como profundamente defeituosa e como dando tratamento especial a Trump. Outros especialistas disseram que a juíza não parecia entender a natureza do privilégio executivo e que não havia base para ela "expandir a autoridade de um mestre especial para examinar materiais que também poderiam estar sujeitos a privilégio executivo". O The New York Times observou que "O Departamento de Justiça em si faz parte do poder executivo, e um tribunal nunca decidiu que um ex-presidente pode invocar o privilégio para impedir que registros de seu tempo no cargo se afastem do próprio poder executivo." O professor de direito da Universidade Stanford, David Alan Sklansky, enfatizou as contradições com uma decisão que permite "que o poder executivo use os arquivos [para avaliar o risco para a segurança nacional], enquanto o impede de usá-los para uma investigação criminal ativa." O ex-procurador-geral da administração Trump, William Barr, disse que a juíza estava errada em decidir que um ex-presidente pode impedir o poder executivo de revisar documentos enquanto investiga um possível crime, invocando o privilégio executivo sobre esses documentos.
Quando Cannon eliminou dois recursos selados apresentados pela equipe do Conselheiro Especial Jack Smith, ela ordenou a ele que justificasse juridicamente uma "out-of-district grand jury" em Washington, D.C. que estava investigando o caso Trump. A ex-procuradora federal Joyce Vance escreveu: "(Está) parecendo uma boa semana para pedir ao 11º Circuito para substituir a juíza." A analista jurídica da MSNBC, Katie Phang, comentou: "Se o DOJ apresentou sob sigilo certos documentos e a Juíza Cannon acabou de revelar a existência de um processo de júri secreto, poderíamos estar na fase de pedido de recusa para o DOJ." O ex-Procurador dos EUA Harry Littman perguntou de maneira semelhante: "(É) difícil entender como ela pode justificar não selar sua ordem referente a outro Grande Júri. Isso pode ser um possível meio para levá-la a reconsiderar e pedir sua recusa?" Andrew Weissmann, ex-membro da equipe do Procurador-Geral Robert Mueller, disse que sua decisão "mostra claramente sua ignorância" e que as alegações de obstrução de Trump "são acusações que poderiam ter sido apresentadas na Flórida ou em DC", portanto, poderiam ser investigadas em ambos os locais", e que "...houve conduta alegada de ter ocorrido" além da Flórida. A ex-Procuradora-Geral dos EUA no Michigan, Barbara McQuade, disse que Jack Smith "pode precisar dizer educadamente à Juíza Cannon para não se intrometer".

### Juíza Cannon nomeia o mestre especial
Em 9 de setembro, o DOJ e os advogados de Trump apresentaram sua petição conjunta, cada lado propondo dois candidatos diferentes e opiniões divergentes sobre as tarefas e a duração da revisão do mestre especial. O DOJ sugeriu Barbara Jones e Thomas Griffith, e a equipe jurídica de Trump sugeriu Raymond Dearie (um juiz sênior do Tribunal Distrital dos Estados Unidos para o Distrito Leste de Nova York) e Paul Huck Jr..
Alguns dias depois, o DOJ apresentou documentos afirmando que aceitaria Dearie (um dos dois candidatos de Trump) como mestre especial, enquanto os advogados de Trump apresentaram um documento se opondo a ambos os juízes propostos pelo DOJ. A petição de Trump também sugeriu que alguns documentos marcados como classificados podem não ser, e que Trump pode ter o direito de tê-los em sua posse.
Em 15 de setembro de 2022, Cannon nomeou Dearie como mestre especial, incumbindo-o de revisar todos os documentos apreendidos na busca de 8 de agosto, e decidiu que Trump teria que arcar com os custos. Dearie aceitou a nomeação.

### Corte de Apelações Reverte Suspensão da Juíza sobre Uso de Registros em Investigação Criminal
No início de setembro de 2022, o DOJ pediu a Cannon que revogasse suas decisões de permitir que o mestre especial revisasse material classificado e interrompesse o acesso do FBI a material classificado apreendido durante a busca, argumentando que esses materiais estavam "inextricavelmente ligados à investigação criminal" e observando que as ordens de Cannon também haviam interrompido a revisão de material classificado pela Comunidade de Inteligência. O DOJ afirmou que apelaria das decisões de Cannon a um tribunal de apelações se ela mesma não as revogasse. O DOJ não se opôs à nomeação de um mestre especial para revisar documentos pessoais e "alguns outros itens". Em 15 de setembro, Cannon se recusou a reconsiderar suas decisões de bloquear o uso de qualquer material para fins de investigação, aguardando a revisão do mestre especial. Ela negou até mesmo o pedido do DOJ por uma suspensão limitada para permitir que os investigadores acessem novamente os aproximadamente 100 documentos com marcações de classificação.
No dia seguinte, o DOJ pediu à Décima Primeira Corte de Apelações que suspendesse as decisões de Cannon, aguardando a apelação, permitindo assim que a investigação criminal prosseguisse imediatamente. O DOJ solicitou o direito de revisar os documentos classificados recuperados da residência de Trump; e que esses documentos fossem isentados de revisão pelo mestre especial. O DOJ também argumentou que os advogados de Trump podem ser "testemunhas de 'eventos relevantes'" na investigação criminal e, portanto, não deveriam ter acesso a esses documentos.
Em 21 de setembro, a corte de apelações federais concedeu o pedido do DOJ, restaurando o acesso dos investigadores aos arquivos classificados recuperados e bloqueando o acesso do mestre especial a esses arquivos. O painel de três juízes declarou unanimemente que era do interesse público que o DOJ "determinasse se algum dos registros foi divulgado indevidamente, arriscando danos à segurança nacional".
Trump pediu à Suprema Corte dos EUA que anulasse a decisão da Décima Primeira Corte de Apelações em 21 de setembro, argumentando que a corte de apelações não tinha jurisdição sobre a ordem de Cannon. O DOJ se opôs ao pedido de Trump. Em 13 de outubro, a Suprema Corte negou o pedido de Trump de intervir no caso; nenhum voto dissidente foi registrado.

### Revisão pelo mestre especial
Em 20 de setembro, na primeira audiência sobre a revisão pelo mestre especial, Dearie indicou que, se os advogados de Trump "decidirem não avançar com uma alegação de desclassificação", então ele aceitaria as evidências primárias do governo de que os documentos permanecem classificados, assim que essas evidências fossem fornecidas. Durante a audiência, Dearie disse que "não pode permitir que a estratégia de litígio dite o resultado de [sua revisão e] recomendações à Juíza Cannon", referindo-se a alegações vagas de desclassificação por parte de Trump.
Em 22 de setembro, Dearie deu a Trump uma semana para apresentar formalmente qualquer alegação específica de imprecisões no inventário de documentos apreendidos, incluindo se algum dos materiais listados "não foi apreendido das Instalações em 8 de agosto de 2022". Também foi instruído ao DOJ a enviar cópias eletrônicas de todos os documentos não classificados tanto para Dearie quanto para a equipe jurídica de Trump até 26 de setembro.
Em 28 de setembro, a equipe de Trump objetou, argumentando que Cannon inicialmente não os havia ordenado a confirmar o inventário, que eles não podiam revisar os documentos classificados porque não tinham mais acesso a eles, e que Dearie não havia dado a eles tempo suficiente para revisar o que afirmavam ser quase "200.000 páginas". (Esta estimativa foi contestada na época como muito alta dada o volume físico dos materiais apreendidos.) Em 29 de setembro, Cannon bloqueou várias das ordens de Dearie, concordando com a equipe jurídica de Trump em várias questões e estendendo o prazo de Dearie de 30 de novembro para 16 de dezembro. No entanto, o DOJ, em sua petição de 14 de outubro perante a Décima Primeira Corte de Apelações, contestou que havia aproximadamente 13.000 documentos totalizando 22.000 páginas. Dearie então deu um número preciso de 21.792 páginas. O DOJ afirmou que a superestimação da equipe de Trump veio de uma empresa contratada para digitalizar e criar um banco de dados dos documentos.
Em 14 de novembro, um par de petições legais foi parcialmente desclassificado. Nos argumentos apresentados ao mestre especial, os advogados de Trump alegaram que alguns dos documentos apreendidos foram designados como "propriedade pessoal" de acordo com a Lei de Registros Presidenciais e também podem estar protegidos por alegações de privilégio executivo. O DOJ argumentou que as alegações de Trump eram defeituosas por várias razões, e observou que os advogados de Trump haviam alegado privilégio advogado-cliente apenas sobre um dos documentos apreendidos e privilégio executivo sobre 121 documentos.

### Corte de Apelações Reverte Decisão da Juíza Cannon e Encerra Revisão do Mestre Especial
Em 30 de setembro, o DOJ pediu à Décima Primeira Corte de Apelações que acelerasse a decisão sobre seu recurso para anular a ordem da Juíza Cannon que instalou um mestre especial e os "amplos poderes" que ela lhe havia concedido. Os advogados de Trump se opuseram ao pedido. O tribunal concordou em acelerar a análise do recurso, e ouviu os argumentos orais em 22 de novembro.
Em 1º de dezembro, a Décima Primeira Corte de Apelações decidiu a favor do DOJ. A decisão do tribunal de apelações encerrou a revisão do mestre especial, permitiu ao governo usar todos os documentos em sua investigação e ordenou que o tribunal inferior rejeitasse o processo de Trump. O painel de três juízes rejeitou unanimemente a posição de Trump, embora todos os três juízes tenham sido indicados por presidentes republicanos, e dois tenham sido indicados pelo próprio Trump (o Juiz William H. Pryor Jr. foi indicado por George W. Bush e os Juízes Andrew Brasher e Britt Grant foram indicados por Trump). O tribunal decidiu que a Juíza Cannon não tinha jurisdição equitativa para nomear um mestre especial, que a decisão da Juíza Cannon não atendia ao rigoroso padrão para o poder judiciário intervir em investigações em curso pelo poder executivo e que o tribunal não faria uma exceção especial para ex-presidentes. Trump decidiu não recorrer à Suprema Corte.

### Encerramento do caso
Em 12 de dezembro de 2022, a Juíza Cannon encerrou o processo movido por Trump por falta de jurisdição.